# Монеточка
Монеточка (також Ліза Монеточка, справжнє ім'я — Єлизавета Андріївна Гирдимова (рос. Елизавета Андреевна Гырдымова); нар. 1 червня 1998, Єкатеринбург, Росія) — російська співачка, музикант, композитор і автор пісень. У творчості Монеточки переважають жанри поп-рок і антифольк, а з кінця 2016 року її пісні стали містити в собі елементи електронної музики.

## Біографія
Єлизавета народилася 1 червня 1998 року в Єкатеринбурзі. Батько, Андрій Євстигнійович, за професією — будівельник, мати, Олена Олександрівна, працює в туристичній компанії. У 2005 році Ліза пішла в перший клас до школи № 32 Єкатеринбурга з поглибленим вивченням окремих предметів (у числі яких музика і література), де провчилася 9 років, отримуючи загальну і музичну освіту по класу фортепіано; крім того, вона відвідувала балетний гурток і писала вірші.
У 2014 році Єлизавета пішла в десятий клас вже в Спеціалізований навчально — науковий центр Уральського федерального університету. Закінчивши одинадцять класів, в 2016 році Ліза поступила на спеціальність «продюсерство» у Всеросійський державний інститут кінематографії (ВДІК) в Москві на заочну форму навчання. Причиною, по якій Ліза вибрала ВДІК, була її любов до класичного кінематографу.
З вересня 2016 року Єлизавета продовжила навчання у ВДІКу, а першу практику проходила у рідному Єкатеринбурзі на телеканалі «ЕТВ», де випускала спільні проекти з поетесою Олександрою Аксьоновою.

## Творчість

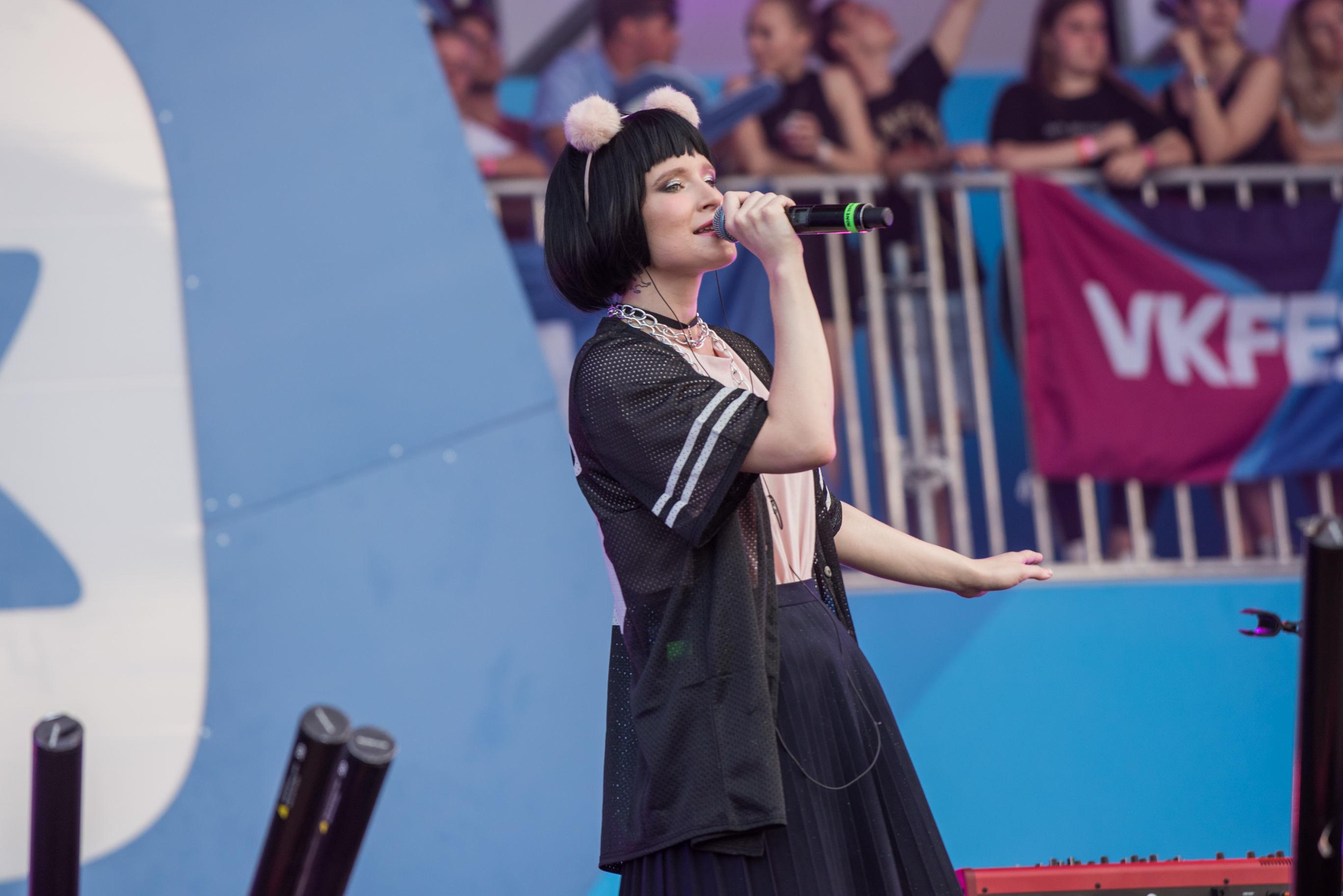
Виступ Монеточки на VK Fest 2018 в Санкт-Петербурзі

Монеточка грає на піаніно і складає вірші. Її творчість — це прості, іронічні пісні на соціально важливі теми. Вибір тем для пісень пов'язаний з ставленням Монеточки до навколишніх речей: від повсякденності до неприємних чи навпаки, радісних подій.
За словами Єлизавети, спочатку вона бачила свою цільову аудиторію у «15 річних дівчатках з рожевим волоссям», але в підсумку на творчість співачки стали звертати увагу люди абсолютно різних вікових категорій незалежно від статі.
Монеточка розділяє поняття шоу-бізнесу та творчості і віддає перевагу останньому.
1 червня 2017 року Монеточка опублікувала на YouTube-каналі відео на пісню «Чайлдфри», записану разом з реп-рок-виконавцем Noize MC (Іван Алексєєв). 25 травня 2018 року вона випустила новий альбом Раскраски для взрослых з 10 пісень на лейблі «M2», під яким випускаються такі виконавці, як Би-2 і Дельфін. Всі пісні з цього альбому потрапили в чарт топ-100 «Яндекс-Музики», а трек «Нимфоманка» посів перше місце. Раскраски для взрослых — це нове, нетипове для виконавиці звучання. Місцями він відсилає до музики 1980-х и 1990-х, сучасної клубної музики і навіть фольклору. Декілька треків нового альбому розкривають тематику смерті і «нелюбові».
28 травня 2018 року Монеточка виступила на шоу «Вечірній Ургант», де виконала пісню «Каждый раз»(«Кожен раз»). Іван Ургант, представляючи співачку телеглядачам, заявив, що «деякі з критиків» вважають новий альбом Монеточки Раскраски для взрослых «одним із головних російськомовних альбомів цього року». 1 червня 2018 року, в день народження Монеточки, в Москві відбувся концерт-презентація нового альбому і кліпу на пісню «Запорожец».

## Громадянська позиція
Після початку повномасштабного вторгнення Росії в Україну підтримала Україну, переїхала жити до Литви та разом із Noize MC вирушила у благодійний тур, кошти з якого були спрямовані на допомогу українцям. Випускала антивоєнні пісні, а на концертах критикувала Росію та вигукувала гасло «Слава Україні!», через що в Росії була визнана «іноагентом» і викликала гнів представників влади та провладних артистів, які стали закликати конфіскувати її майно.

## Критика
На думку Олексія Мажаєва («InterMedia»), «стьоб поєднується в текстах Лізи з розсудливістю на грані цинізму», а «чудове володіння словом, чуття мови і точне орієнтування в прикметах часу приправлені чарівною наївністю».
На думку Олександра Горбачова («Meduza»), не дивлячись на те, що Монеточка «вистрілила» в якості інтернет-мему, вона не розділила шаблонний шлях «спалаху» і продовжує триматися на плаву. На думку редактора, навчання у ВДІКу не перешкодило Єлизаветі займатися музикою, навпаки, її підхід став більш професійним, що помітно в порівнянні перших пісень співачки з «Психоделического Клауд-Рэпа» і нових пісень «Раскрасок».
На думку Дениса Ступнікова («Кирилл и Мефодий») Монеточка справляє враження скромної, але не сором'язливої і вміючої спілкуватися зі слухачами.
28 червня 2018 року московський адвокат Сергій Афанасьєв повідомив, що прокуратура по його заяві розпочала перевірку пісні «Чайлдфри» Монеточки і Noize MC на предмет заклику підлітків до суїциду, так як в пісні співається: «Послухай мою пораду у форматі МР3: не чекай поки зістаришся, скоріш помри. Шкода, що твої батьки не чайлдфрі, гори в пеклі, в пеклі гори!».
Співачка Земфіра назвала тексти пісень Монеточки «відмінними», проте голос співачки вважала «огидним»
Виконавиця шансону Олена Ваєнга також обрушилася з критикою на співачку. Нецензурний коментар був відпущений під приводом відеозапису її виступу на фестивалі в Санкт-Петербурзі.
Музичний критик Артемій Троїцький назвав пісні Гречки і Монеточкі «смутними сиротскими пісеньками в електричці за милостиню», але зазначив, що «у Монеточкі хоч грамотні тексти і трохи іронії».
Борис Барабанов, підбиваючи підсумки 2018 року, назвав трек «Каждый раз»(«Кожен раз») однією з 16 головних пісень року, і написав, що випустивши альбом «Раскраски для взрослых»(«Розмальовки для дорослих») Єлизавета «зуміла зламати рамки незалежної сцени і вирватися на поле мейнстріму»

## Дискографія
| Чарт (2018)         | Пікова позиція |
| ------------------- | -------------- |
| TopHit «Запорожец»  | 400            |
| TopHit «Каждый раз» | 55             |
| TopHit «90»         | 50             |

### Альбоми
- 2016 — Психоделический клауд реп(«Психоделічний клауд реп»)[46]

| Список композицій | Список композицій               | Список композицій |
| #                 | Назва                           | Тривалість        |
| ----------------- | ------------------------------- | ----------------- |
| 1.                | «Я Лиза»                        | 1:58              |
| 2.                | «Русское искусство»             | 2:22              |
| 3.                | «Ржаной сухарь»                 | 2:14              |
| 4.                | «Психоделический клауд рэп»     | 0:42              |
| 5.                | «Способы получше»               | 2:31              |
| 6.                | «Украинский вопрос»             | 1:24              |
| 7.                | «Г. рубчинский»                 | 2:15              |
| 8.                | «Самый клёвый анархо-коммунист» | 1:47              |
| 9.                | «Праздник контрнасилия»         | 1:38              |
| 10.               | «Лолечки»                       | 1:25              |
| 11.               | «Жизненный цикл лосося»         | 1:49              |
| 12.               | «В интернетике»                 | 1:31              |

- 2018 — Раскраски для взрослых(«Розмальовки для дорослих»)[47][48]

| Список композицій | Список композицій | Список композицій |
| #                 | Назва             | Тривалість        |
| ----------------- | ----------------- | ----------------- |
| 1.                | «Русский ковчег»  | 3:33              |
| 2.                | «Каждый раз»      | 3:28              |
| 3.                | «Нимфоманка»      | 2:40              |
| 4.                | «Нет монет»       | 4:38              |
| 5.                | «Ночной ларёк»    | 2:44              |
| 6.                | «Кумушки»         | 3:32              |
| 7.                | «90»              | 3:21              |
| 8.                | «Твоё имя»        | 3:01              |
| 9.                | «Запорожец»       | 2:49              |
| 10.               | «Пост-пост»       | 3:47              |

- 2020 — Декоративно-прикладное искусство («Декоративно-прикладне мистецтво»)[49]

### Міні-альбоми
- 2017 — Я Лиза[50]

| Список композицій | Список композицій | Список композицій |
| #                 | Назва             | Тривалість        |
| ----------------- | ----------------- | ----------------- |
| 1.                | «Я Лиза»          | 3:06              |
| 2.                | «Виктор Дробыш»   | 4:39              |
| 3.                | «Козырный туз»    | 3:19              |
| 4.                | «Капитал»         | 3:13              |
| 5.                | «Завод»           | 3:32              |
| 6.                | «Папочка, прости» | 2:18              |

### Сингли
- 2016 — «Гоша Рубчинский»[51]
- 2016 — «Новая форма капитала»[52]
- 2016 — «Козырный туз»[53]
- 2016 — «Ушла к Реалистам»[54]
- 2016 — «Завод»[55]
- 2016 — «Здравствуйте, Анджелина»[56][57]
- 2017 — «Папочка, прости»[58]
- 2017 — «Риса-чан»[59][60]
- 2017 — «Последняя дискотека»[61]
- 2018 — «Не хочу ничего знать»
- 2018 — «На заре»
- 2019 — «Падать в грязь»
- 2019 — «Гори гори гори»

### Гостьова участь
- 2016 — Noize MC — «Чайлдфри»[62]
- 2016 — Хан Замай & Слава КПСС — Hype Train («Гоша Рубчинский» feat. СД, Zoo In Space, Букер Д. Фред, Овсянкин, «Покемоны» feat. Овсянкин)[63]
- 2017 — Сатана Печет Блины — «Селфи»[64]
- 2018 — Сатана Печет Блины — «Сон Студентки»
- 2018 — Noize MC, Swanky Tunes — «Люди с автоматами»[65]
- 2018 — Куртки Кобейна — «Нити ДНК» («Би-2» и Монеточка)

### Відеокліпи
- 2017 — «Ушла к реалистам»[66]
- 2017 — «Чайлдфри»[67][68]
- 2017 — «Прощай, мой Екатеринбург!»[69]
- 2017 — «Последняя дискотека»[70][71]
- 2018 — «Каждый раз» (Mood Video)
- 2018 — «Запорожец»[72]
- 2018 — «Нити ДНК» (feat. «Би-2»)[73]
- 2019 — «Нимфоманка»[74]
- 2019 — «Падать в грязь»[75]
- 2019 — «Нет монет»[76]